# Dichondra parvifolia
Dichondra parvifolia är en vindeväxtart som beskrevs av Carl Daniel Friedrich Meisner. Dichondra parvifolia ingår i släktet njurvindor, och familjen vindeväxter. Inga underarter finns listade i Catalogue of Life.